# L'Étoile du matin / Les Voiles écarlates
Pour les articles homonymes, voir Étoile du matin et Les Voiles écarlates (homonymie).
L'Étoile du matin et Les Voiles écarlates sont deux albums de bande dessinée écrits par Éric Giacometti et dessiné par Philippe Francq, formant un diptyque appartenant à la série Largo Winch, et publiés respectivement en 2017 et 2019 par Dupuis dans la collection « Repérages ».
Ce diptyque est constitué des vingt-et-unième et vingt-deuxième tomes de la série. Il s'agit du premier diptyque paru après que Jean Van Hamme a cessé l'écriture des scénarios de la bande dessinée.

## Résumé

### L'Étoile du matin
L'histoire s'ouvre sur la fête des voiles écarlates de Saint-Pétersbourg, (donc en juin) ; une référence est faite durant tout l'album à l'histoire d'Alye Parusa[Quoi ?], écrite par Alexandre Grine et portée à l'écran en 1961 avec le film Les Voiles écarlates. De cette référence on arrive à une discussion dans une pièce d'un palais à Saint-Petersbourg entre un représentant du fonds Karista Equity et un milliardaire russe non montré qui va investir dans la chute du Groupe W après avoir perdu en ayant misé sur cette même entreprise lors des évènements à Londres.

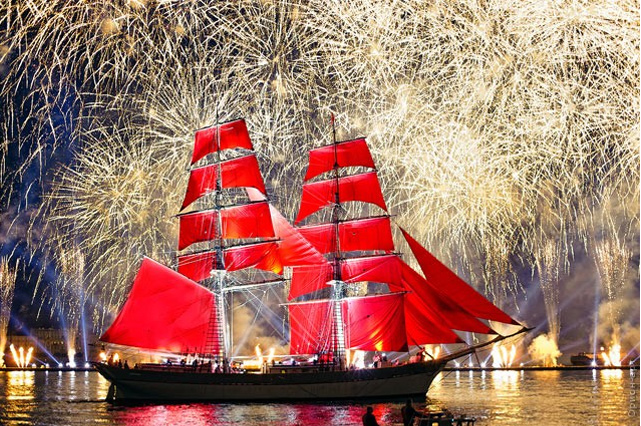
La fête des voiles écarlates à Saint-Pétersbourg

Six mois plus tard au Yucatan, Largo et Simon retrouvent la trace d'Igor Maliakov après que ce dernier a proposé au second de coincer le premier à la fin de Vingt Secondes dans l'avion. Mais il se fait descendre par sa tueuse. Avant de mourir, Maliakov lui dit le mot Delorean. Largo comprend qu'il joue la vie de son groupe dans les évènements qui vont suivre.
Au même moment à Wall Street, le marché boursier s'effondre complétement avant de remonter en flèche. Le gendarme américain des bourses (SEC) va ouvrir une enquête pour fraude. Pendant ce temps, Mary Stricker, une tradeuse, quitte le centre de Chicago pour se cacher.
Retour au Yucatan, Largo assiste à la conférence du professeur Bancroft organisée par sa Winch Fondation For War Children à Chichén Itza. Après la fin de la conférence, Largo rencontre les milliardaires russes Leonid Sokoliev (très antipathique) et Victor Palnine (très sympathique) qui est accompagné de sa belle directrice de communication Ksenia Naievna. Après cela, Largo qui apprend que son groupe est responsable du krach boursier part retrouver Freddy à l'avion pour rentrer à Chicago. Mais sur la route, il est pris à partie par des manifestants alter-mondialistes (menés par la tueuse) qui lui tendent un piège pour le tuer. Mais il est sauvé in extremis sur les pyramides de Chichen Itza par l'avion de Freddy à décollage vertical.
Le lendemain, après avoir reçu la visite de la SEC au sujet de l'implication de la tradeuse du groupe Mary Stricker dans le krach boursier, Largo organise une réunion dans une ancienne usine du groupe pour annoncer une relocalisation fiscale du Groupe W. Puis Largo se rend chez le professeur Bancroft pour un cours d'économie sur ce qui s'est réellement passé à la bourse et obtient des explications sur la fuite de Mary présente chez le professeur expliquant que son ordinateur a été piraté lors du krach. Pour prouver ses dire, Largo et Mary doivent chercher les traces du forfait à la bourse de Chicago. Mais une fois là-bas, la tueuse leur tend une série de pièges...
Pendant ce temps, le fourgon transportant les parts du groupe W de la banque de Lucerne vers Vaduz au Liechtenstein est braqué et les parts sont volées, alors que Simon et Freddy, également présents dans ce transferts, ont pris une autre route.

### Les Voiles écarlates
Largo et Mary réussissent à se sortir des pièges, mais ne peuvent empêcher la destruction de la Bourse par la tueuse. Le commanditaire donne rendez-vous à Largo à Saint-Petersbourg le lendemain. En attendant, le groupe est perdu car il peut être placé sous-tutelle par le fisc. Entre-temps, l'historique du krach a été effacé par Rudi Gessner (le président de la division Bank) qui est de connivence avec la tueuse depuis sa réduction de salaire (voir l'article de presse dans Mer Noire).
Le lendemain à Saint-Petersbourg, Largo retrouve Ksenia et le commanditaire qui n'est autre que Leonid Sokoliev. Simon, présent également à Saint-Petersbourg, retrouve Viktor Palnine pour retrouver Largo et Sokoliev. Ce dernier révèle à Largo qu'en tant que mafieux il a parié sur la chute du groupe avec le consortium Karista Equity (une nouvelle place financière où l'on peut miser sur la hausse ou la baisse des valeurs des entreprises), et qu'il était le commanditaires des opérations de Londres, avant de brûler les papiers comportant les parts du Groupe W dans la cheminée. Mais Largo lui fait comprendre que les papiers qu'il a brûlés sont des copies ayant pour but de servir d’appât pour d'identifier les commanditaires (Simon et Freddy ayant transporté les vraies parts). Ainsi, Largo et Ksnenia qui travaille en réalité pour le FSB neutralisent la bande de Sokoliev, dont ce dernier sera tué par la tueuse du nom de Natasha avant d'envoyer les preuves du forfait à Mary Stricker et au professeur Bancroft. Ainsi Largo Winch est blanchi et l'histoire semble terminée.
Plus tard, après que la tueuse Natasha ait tué son complice Rudi Gessner, une caméra de surveillance placé à l'entrée de la scène du crime permet à Simon de la reconnaitre (après l'avoir vu dans l'avion avec Maliakov dans Vingt Secondes) et de l'identifier. Ainsi Simon, Largo et Ksenia organisent une opération un mois plus tard dans les Caraïbes pour neutraliser Natasha et Palnine qui était le véritable commanditaire de tous évènements, sauf qu'il avait parié pour une hausse du Groupe W et une chute de celui de Sokoliev, son concurrent.
Plus tard, le représentant du fonds Karista Equity devenu Phoenix Corporation rend visite à un haut dignitaire arabe pour lui proposer ses services.

### Lieux de l'action

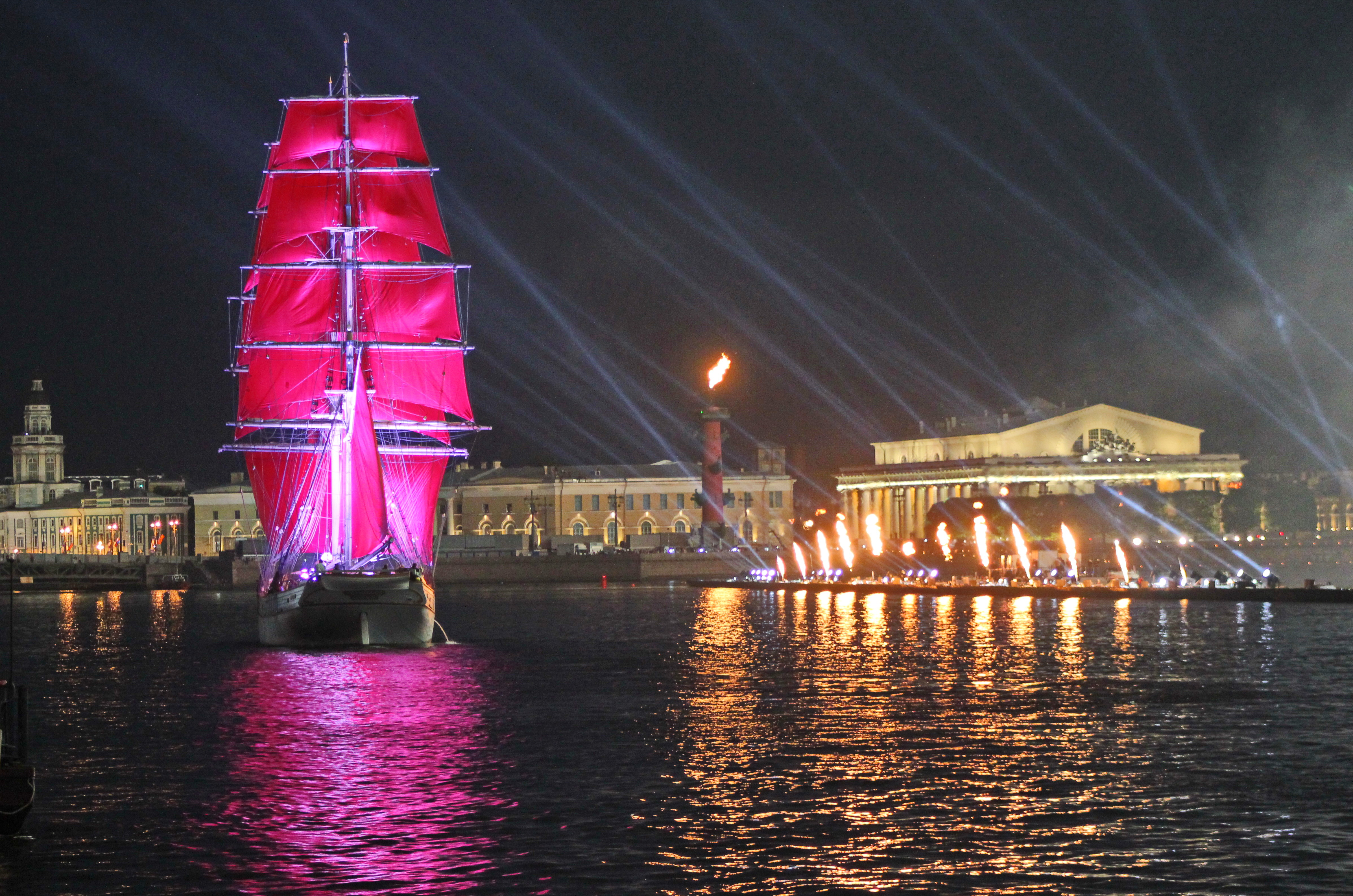
Saint-Pétersbourg, Russie
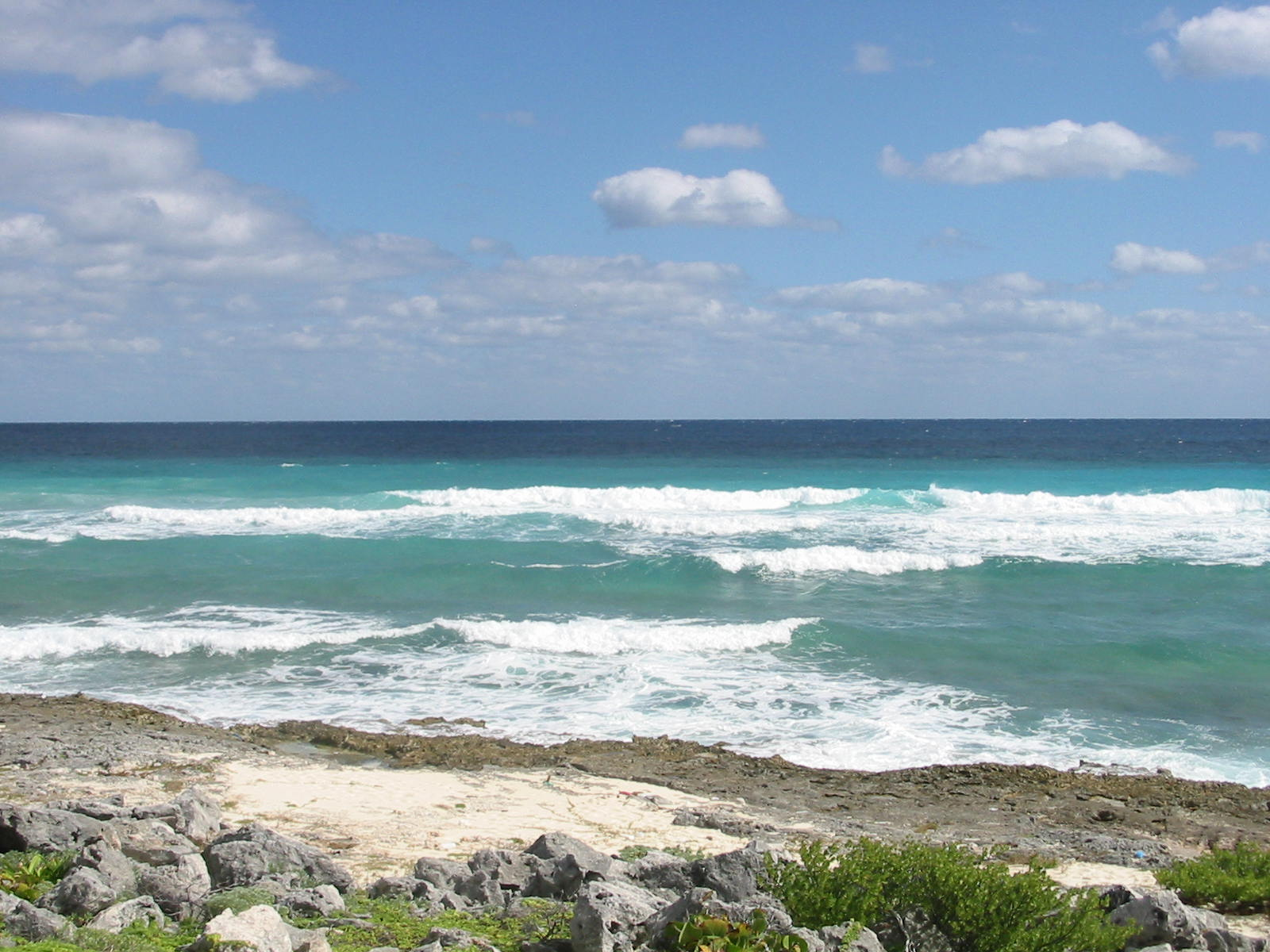
Une plage du Yucatán, Mexique
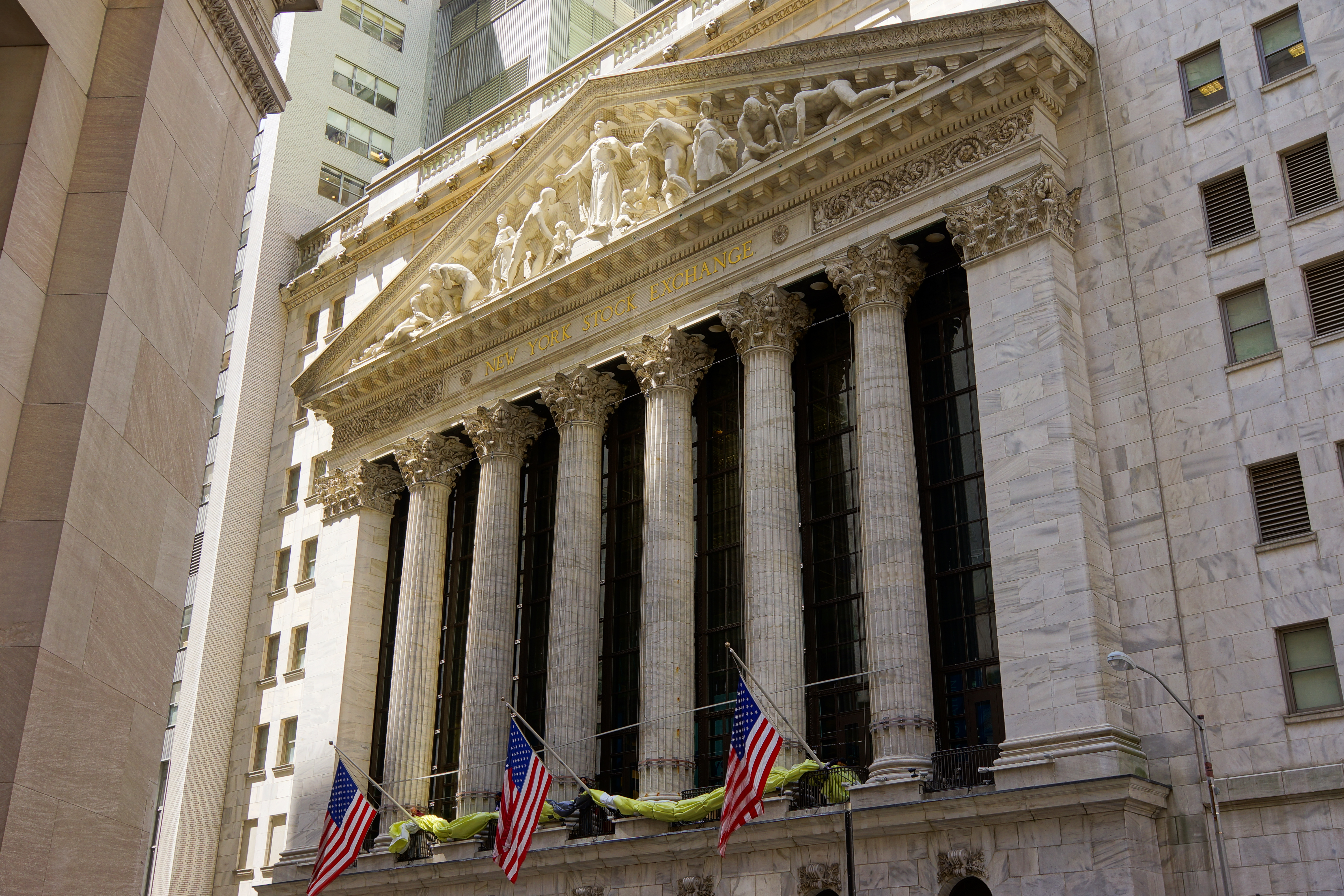
New York Stock Exchange, États-Unis
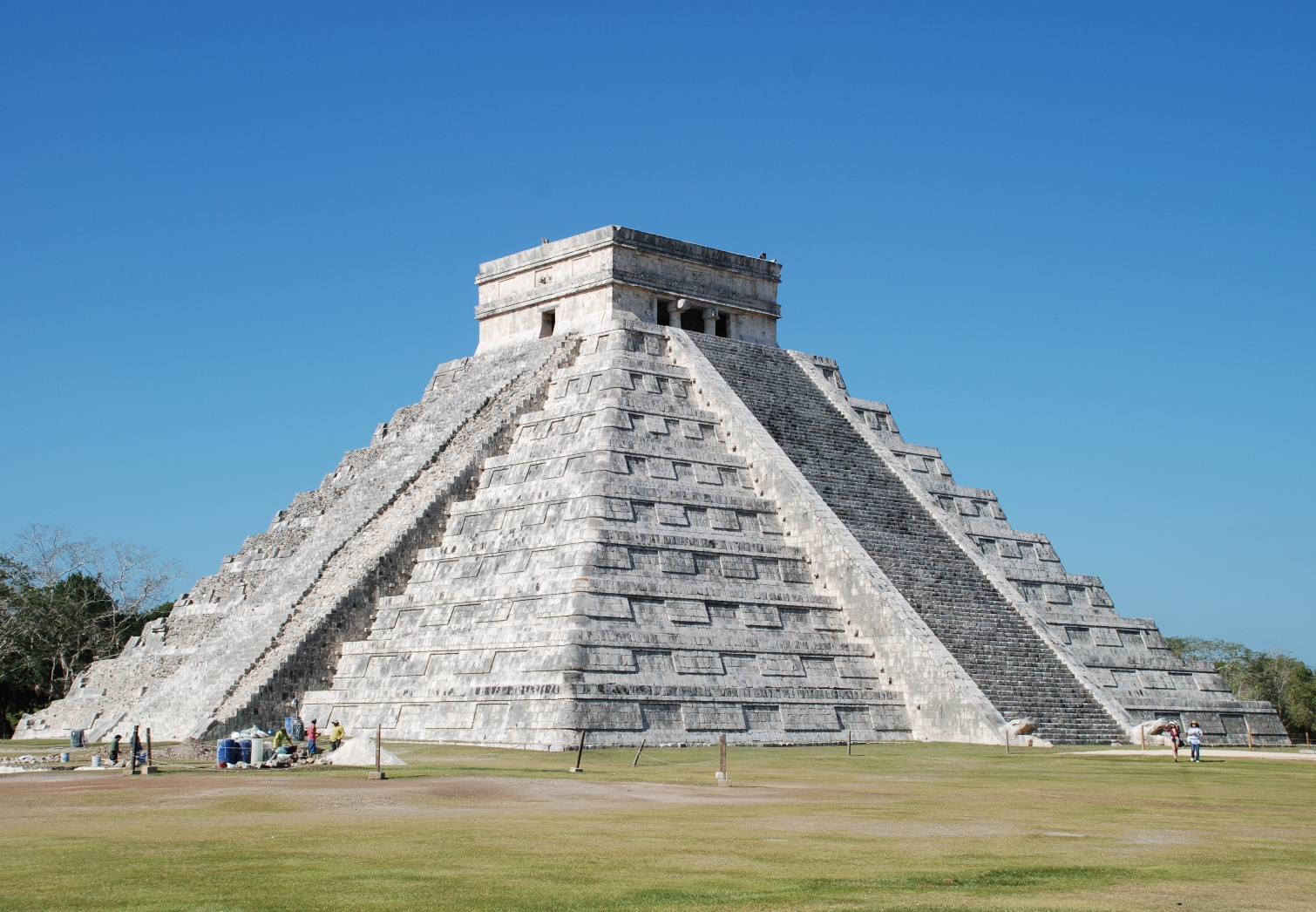
Chichén Itzá, Mexique
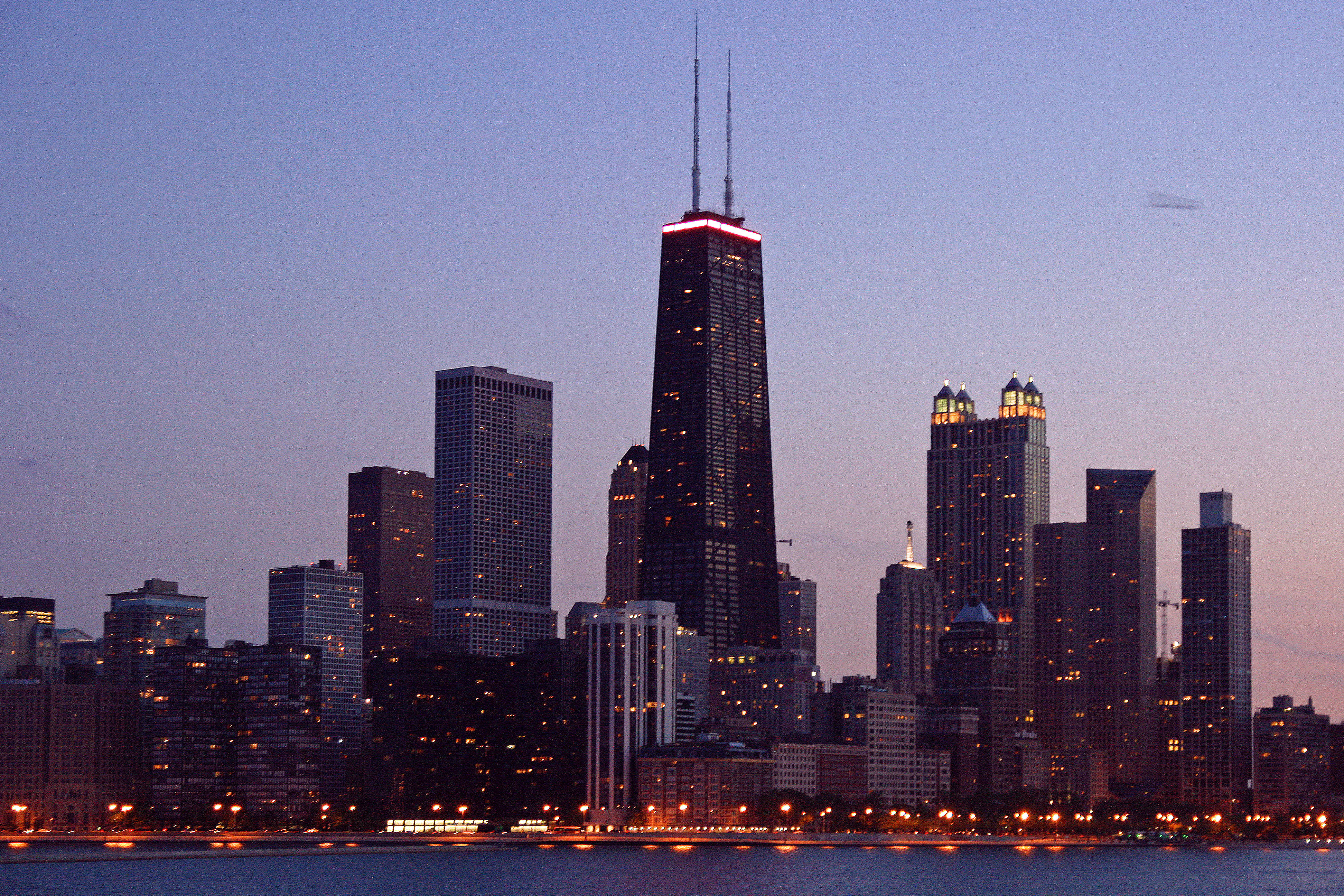
Chicago, États-Unis
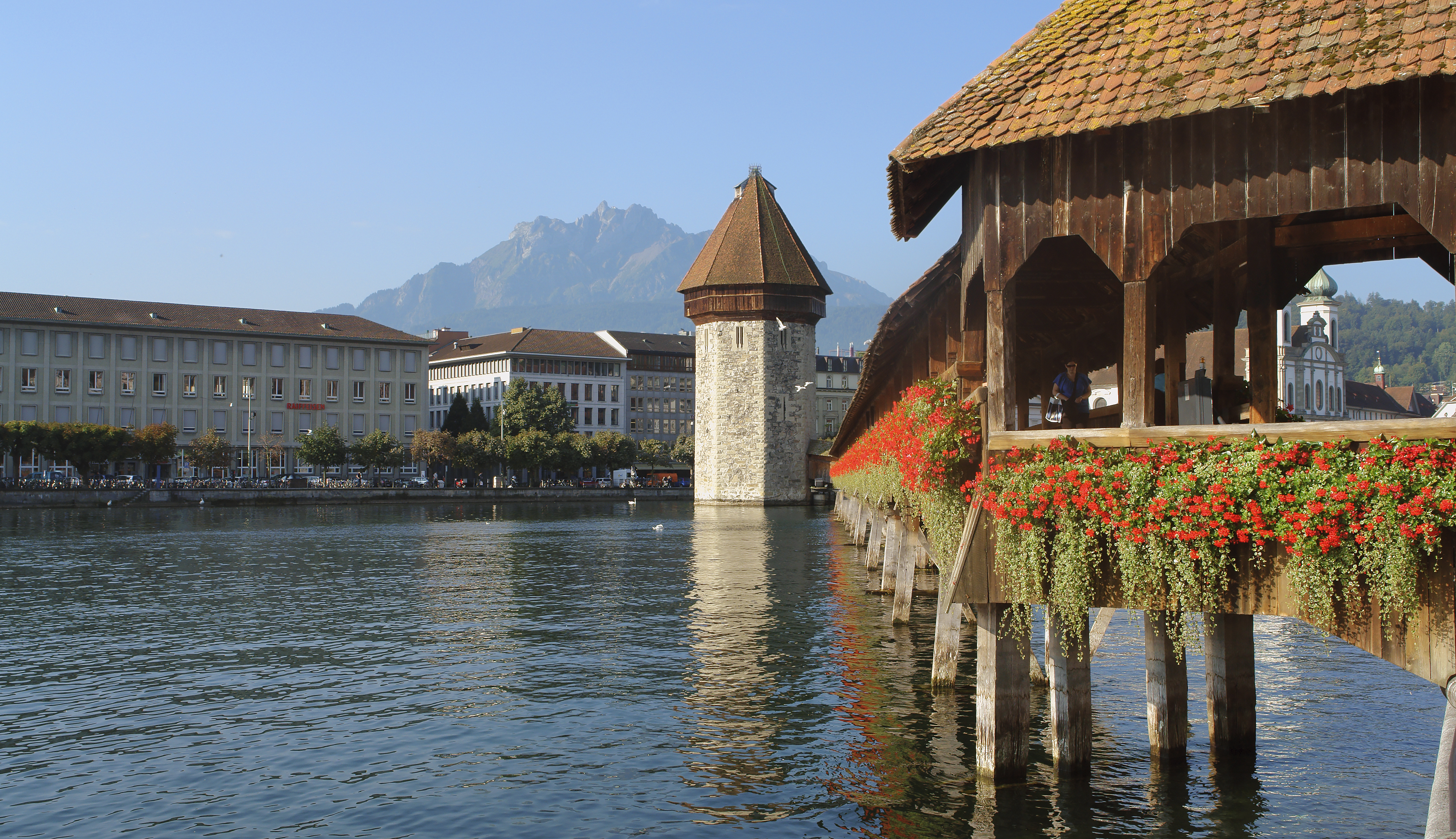
Lucerne, Suisse
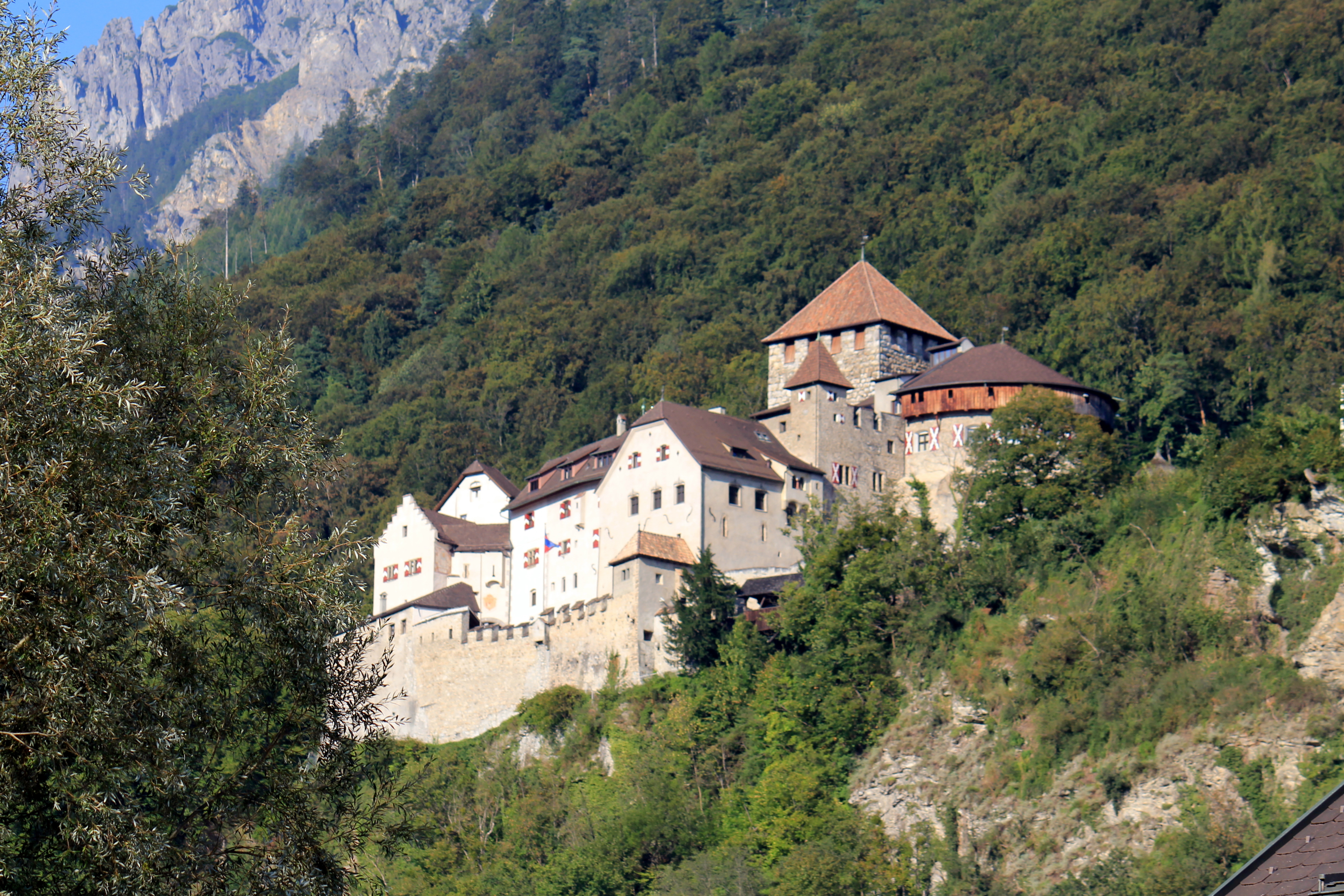
Vaduz, Liechtenstein
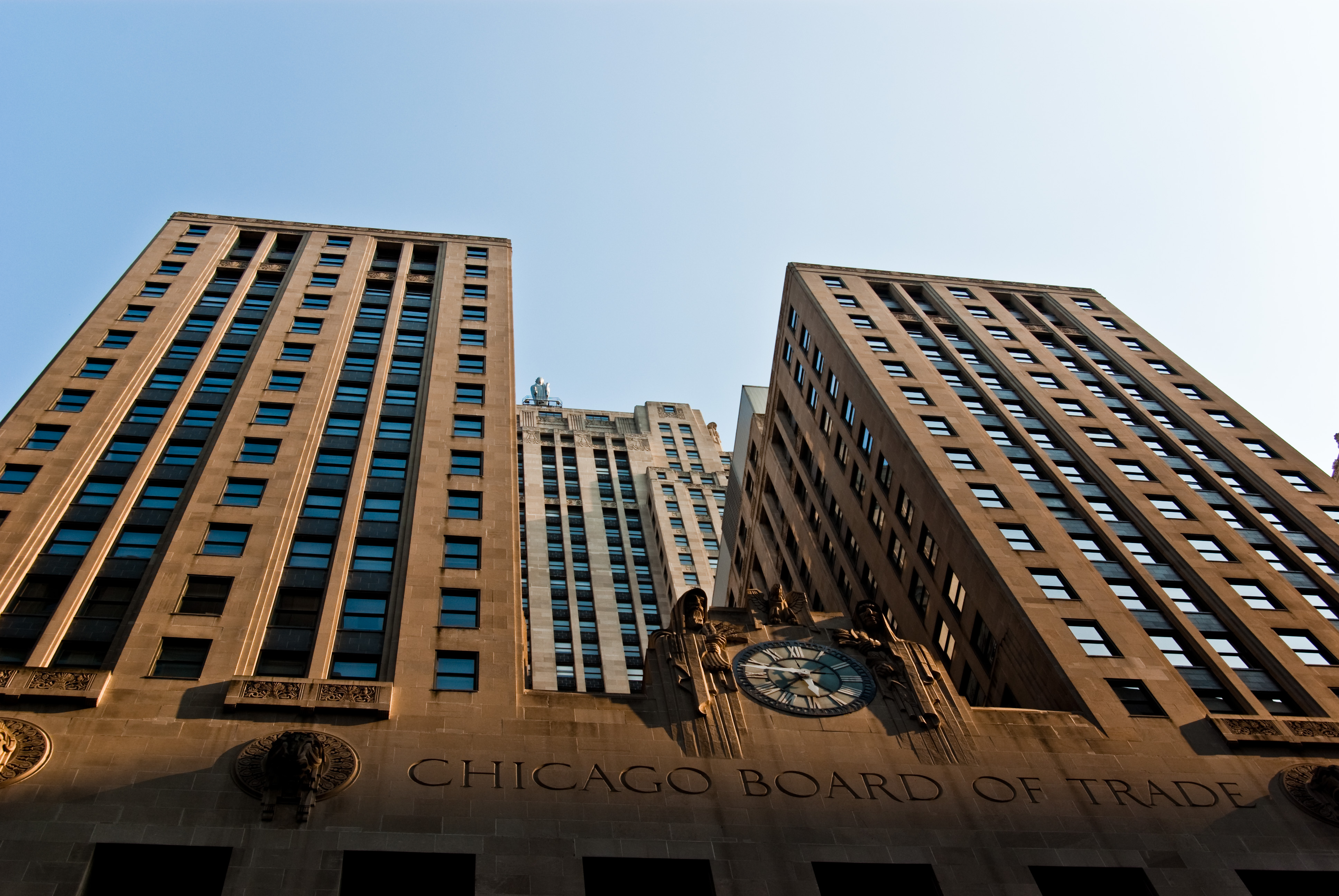
Chicago Board of Trade Building

Le lieu de l'attaque du fourgon blindé semble inspiré des célèbres virages du Col du Saint-Gothard.

## Publication en français

### Albums
- L'Étoile du matin, Dupuis, collection « Repérages », 2017  (ISBN 978-2800168616).
- Les Voiles écarlates, Dupuis, collection « Repérages », 2019  (ISBN 979-1034731039)